# Mark 50 (торпеда)
Mark 50 — американская малогабаритная 324-мм противолодочная торпеда, предназначенная для уничтожения быстроходных подводных лодок с глубиной погружения до 600 м. Разрабатывалась для замены Mk 46 в качестве стандартной лёгкой торпеды ВМС США, однако в связи с окончанием холодной войны предпочтение было отдано более дешёвой торпеде Mk 54.
Торпеда оснащена паровым двигателем с циклом Ренкина и забортной водой в качестве теплоносителя. Топливом является металлический литий, окислителем — сжатый газообразный гексафторид серы. Торпеда приводится в движение водомётным движителем.
В боевой части торпеды находится 45 кг пластического взрывчатого вещества HE.
Всего произведено около 1000 торпед этого типа.